# Thor (cohete)

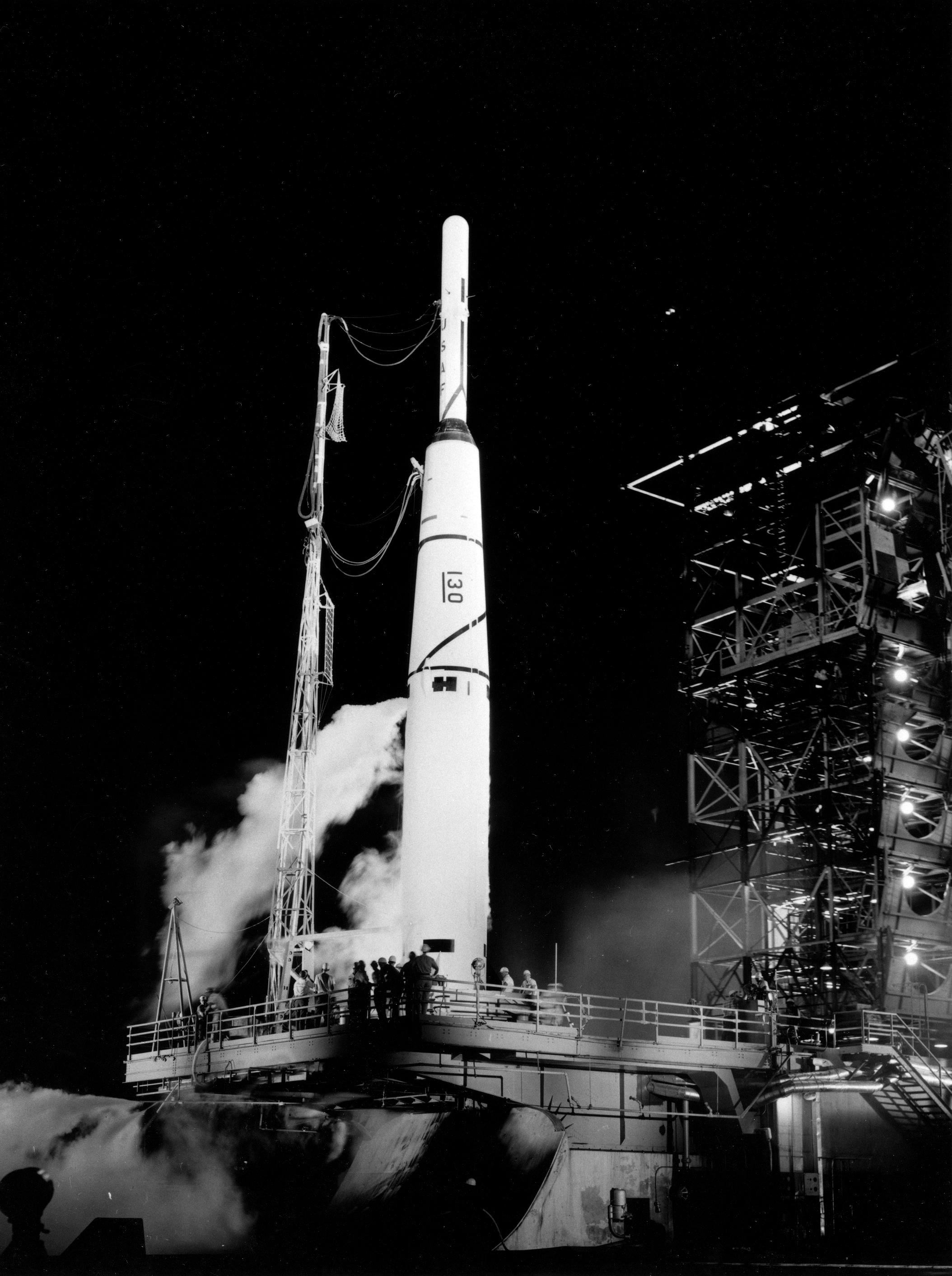
Thor Able con Pioneer 1 en Cabo Cañaveral en Florida

Thor era un vehículo de lanzamiento espacial estadounidense derivado del misil balístico de alcance intermedio PGM-17 Thor. El cohete Thor fue el primer miembro de la familia de cohetes Delta de vehículos de lanzamiento espacial. El último lanzamiento de un derivado directo del misil Thor ocurrió en 2018 como la primera etapa del Delta II final.

## Thor-Able

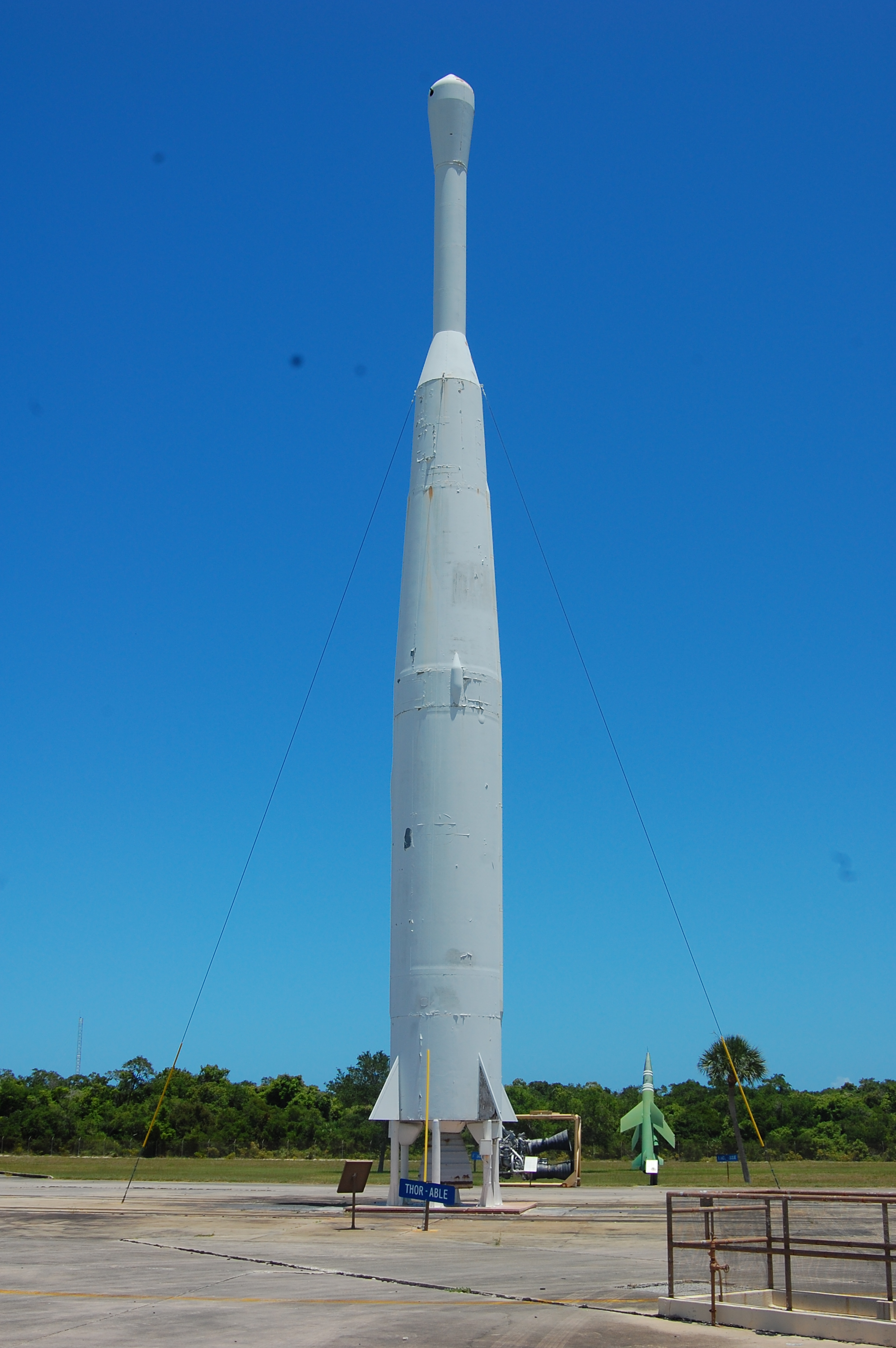
Thor Able en exhibición en LC-26B del Museo del Espacio y Misiles de la Fuerza Aérea

Thor se utilizó por primera vez como vehículo de lanzamiento durante el programa de pruebas del vehículo de reentrada de ojivas para el misil Atlas . Para estas tres pruebas, una etapa central de Thor fue coronada por la segunda etapa Able. Able utilizó el motor Aerojet AJ-10-40 de la segunda etapa Vanguard. El primer lanzamiento de este tipo, el 116, se perdió el 23 de abril de 1958 debido a una falla en la turbobomba del motor principal. La recuperación de los vehículos de reentrada en los dos intentos siguientes no tuvo éxito. Tres ratones, uno en cada vehículo, murieron en estas pruebas.[cita requerida]
La etapa Able de las pruebas de vehículos de reentrada Atlas se actualizó para convertirse en Able I con una tercera etapa que consiste en un motor cohete de combustible sólido Altair X-248 no guiado. Se usó un Thor Able I en un intento de colocar 38 kg. La nave espacial Pioneer 0 en órbita lunar donde tomaría fotografías de la superficie lunar con una cámara de televisión. La misión terminó prematuramente a los 73,6 segundos después del lanzamiento el 17 de agosto de 1958 debido a una falla en la turbobomba.
El 7 de agosto de 1959, se utilizó un Thor-Able para lanzar con éxito el Explorer 6, el primer satélite en transmitir imágenes de la Tierra tomadas desde la órbita.

### Ablestar
Ablestar era una etapa de cohete de propulsor líquido que quemaba propulsores hipergólicos alimentados desde tanques de propulsante presurizados por gas. Se utilizó como etapa superior y proporcionó un rendimiento mejorado.[cita requerida] El 13 de abril de 1960, un Thor-Ablestar lanzó Transit 1B, el primer satélite experimental de lo que finalmente se convirtió en el Sistema de Navegación por Satélite Global. El 22 de junio de 1960, un Thor-Ablestar lanzó el primer satélite de inteligencia electrónica (ELINT) de radiación galáctica y fondo (GRAB) para la Armada de los Estados Unidos. Estos satélites ahora desclasificados operaban bajo una historia encubierta de proporcionar datos de radiación solar e incluían un paquete electrónico para detectar señales de radar de defensa aérea soviéticas. GRAB-1 fue el primer satélite de reconocimiento exitoso del mundo, precediendo a la primera misión Corona en regresar a la película (Discoverer 14 el 18 de agosto) por casi dos meses. El 29 de junio de 1961, la etapa Ablestar solía lanzar Transit 4A, que se convirtió en el primer objeto que explotó involuntariamente en el espacio, creando al menos 294 piezas rastreables de desechos espaciales.

### Thor-Delta
La segunda etapa de Delta se derivó de la segunda etapa de Able. Los miembros de la familia de cohetes Delta derivados del Thor-Delta continúan lanzando satélites y sondas espaciales.
En 1969, el núcleo de Thor se usaba regularmente tanto en vehículos Delta como en el Vehículo de Lanzamiento Espacial Estándar de la USAF (SLV-2), con aumento de empuje y una variedad de etapas superiores.

## Thor-Agena

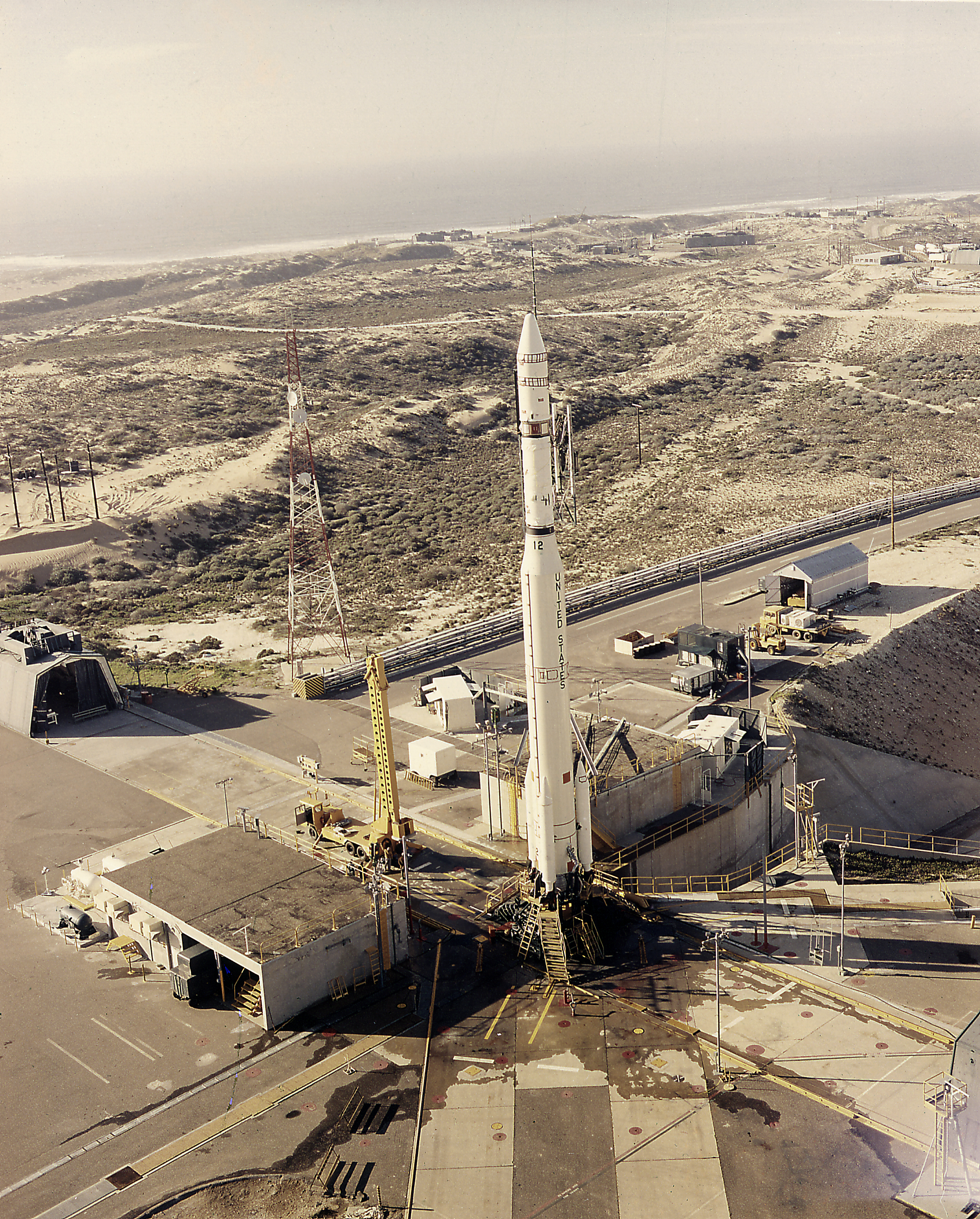
Thorad-Agena D con el satélite SERT -2 en el Space Launch Complex 2 East (SLC-2E), Vandenberg AFB, California.

Junto con la etapa superior Agena, Thor fue el propulsor del vehículo Thor-Agena utilizado para lanzar los primeros satélites Corona (también conocidos como "Keyhole" y "Discoverer") de Vandenberg AFB. Estos fueron los primeros satélites espías fotográficos, utilizados para la vigilancia fotográfica de la Unión Soviética, China y otras áreas. Los Thor-Agenas se utilizaron como vehículos de lanzamiento para los satélites Corona desde junio de 1959 hasta mayo de 1963.
Thrust Augmented Thor (TAT) fue desarrollado para manejar los crecientes satélites del programa Corona. Agregó tres propulsores de correa de cohetes de combustible sólido Castor —cada uno proporcionando 236 kN de empuje— a la etapa de núcleo Thor estándar. Los propulsores se encendieron en el suelo y se desecharon después del agotamiento.
El tanque largo de empuje aumentado Thor / Agena incorporó modificaciones que permitieron propulsar más de 22 000 kg y fue capaz de enviar cargas útiles que van desde 1400 hasta aproximadamente 2800 libras en 185,2 km de órbitas circulares polares.

### Thorad-Agena
El Thorad-Agena (en la foto) fue desarrollado a partir de Thor. Usó un Long Tank Thor para lanzar un escenario superior Agena-D.